# Simultaanagnosie

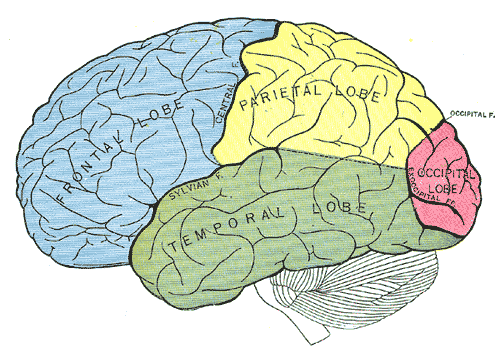
Indeling van de hersenkwabben, met de pariëtale kwab in het geel.

Simultaanagnosie is een vorm van een visuele agnosie. Een visuele agnosie is de medische benaming voor het onvermogen tot het herkennen van bepaalde afbeeldingen en kleuren. 
Bij een simultaanagnosie kan de persoon die hieraan lijdt slechts één (onderdeel van een) object tegelijkertijd zien. Als zo'n persoon bijvoorbeeld een kam en een lepel voor zich krijgt te zien en de proefleider vraagt de persoon wat hij ziet, zal zo'n persoon of alleen de kam of alleen de lepel noemen. Dit is zelfs het geval als de twee objecten enkele centimeters van elkaar vandaan (of achter elkaar) worden gehouden. De mensen die hieraan lijden zien letterlijk door de bomen het bos niet meer. Bij het bestuderen van een foto ziet zo'n persoon bijvoorbeeld wel de verschillende sleutels (niet tegelijkertijd), maar niet een sleutelbos.
Simultaanagnosie is een symptoom van het syndroom van Bálint en komt voor bij beschadigingen in de achterste delen van de pariëtale kwabben. De meest voorkomende oorzaak van deze simultaanagnosie is een hersenbloeding in de rechter pariëtale kwab. Soms wordt simultaanagnosie waargenomen na bilaterale pariëtale beschadigingen.